# Joan Rivers
Joan Alexandra Molinsky (Nueva York, 8 de junio de 1933-Nueva York, 4 de septiembre de 2014), conocida profesionalmente como Joan Rivers, fue una comediante, actriz, presentadora de televisión, guionista y autora estadounidense. 
Adquirió popularidad por realizar monólogos cómicos en programas televisivos desde mediados de los años 1960. Desde entonces, se le consideró como una de las figuras más representativas de la comedia en vivo.
Después de realizar monólogos humorísticos en clubes neoyorquinos, ganó atención de la prensa pública cuando se convirtió en invitada regular del programa Tonight Show tras su primera aparición en 1965. Esto llevó a que fuera contratada para presentar el ciclo That Show with Joan Rivers (1968), su primer talk show, al que le siguieron Late Show Starring Joan Rivers (1986-1987) y The Joan Rivers Show (1989-1994).
Entre otros, Rivers fue igualmente célebre por haberse realizado múltiples cirugías plásticas e intervenciones cosméticas en su cuerpo. En una entrevista, la humorista confesó que fueron tantas cirugías, que perdió la cuenta varios años atrás y no sabía a ciencia cierta cuántas fueron. Condujo el programa Fashion Police en la cadena E!, y fue protagonista del reality show Joan & Melissa: Joan knows best?

## Biografía
Joan Alexandra Molinsky —conocida posteriormente como Joan Rivers— nació el 8 de junio de 1933 en Brooklyn, Nueva York. Hija de Beatrice Grushman (6 de enero de 1906 – octubre de 1975) y Meyer C. Molinsky (7 de diciembre de 1900 – enero de 1985), desciende de familia rusa judía.
A pesar de la oposición de sus familiares, Rivers comenzó con sus aspiraciones interpretativas a finales de los años 1950. En 1959 hizo su debut teatral en la producción Off-Broadway (es decir, una obra llevada a cabo en Nueva York, pero independiente del concepto de Broadway) de Driftwood, donde hizo el papel de una mujer lesbiana y compartió escena con una entonces desconocida Barbra Streisand. El espectáculo estuvo en cartelera durante seis semanas. En los años 1960, empezó a trabajar como comediante en vivo en clubes nocturnos del área de Greenwich Village, Nueva York, entre ellos The Bitter End y The Gaslight Cafe. 

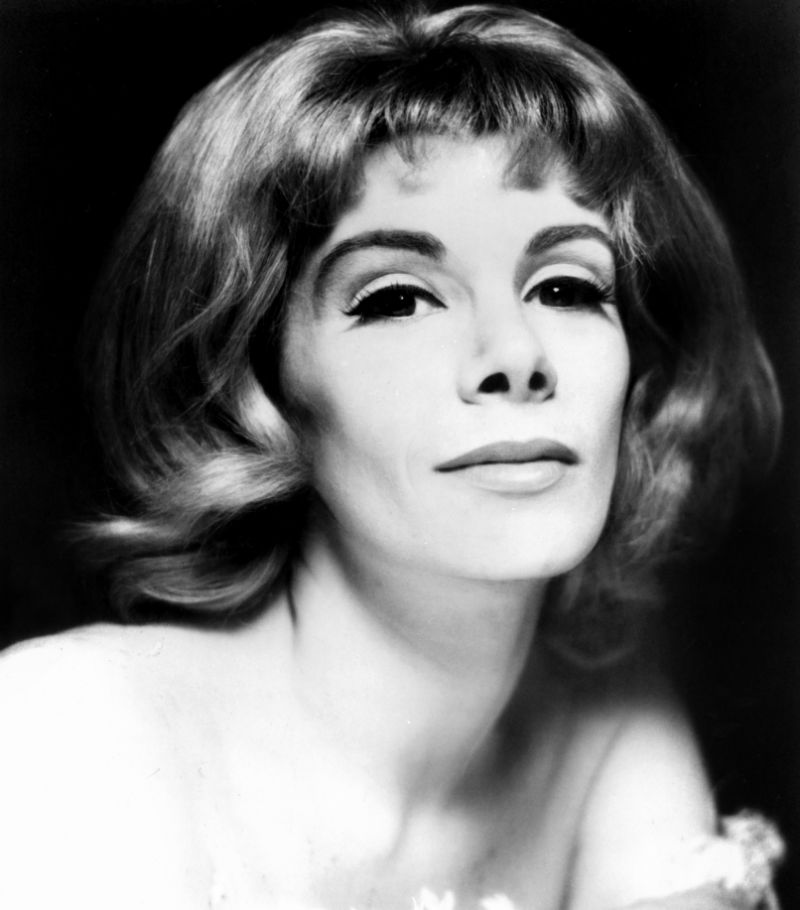
Imagen publicitaria de Joan Rivers, 1966.

A pesar de que ya había realizado monólogos humorísticos a comienzos de los años sesenta en numerosos clubes; su consagración ocurrió a principios de 1965 cuando fue invitada a actuar en el programa de la cadena NBC presentado por Johnny Carson: Tonight Show. Carson estaba convencido de que Rivers llegaría a ser la mejor y se deshacía en elogios cada vez que se la mencionaba; la comediante se convirtió desde ese entonces en una invitada recurrente al programa hasta mediados de los años ochenta.
En 1968, debutó en cine, dirigida por Frank Perry, en la película dramática The Swimmer y presentó su propio programa de entrevistas diario titulado That Show With Joan Rivers, el cual recibió reseñas positivas, pero tuvo una baja audiencia por lo que se lo retiró de la programación al finalizar su primera temporada.

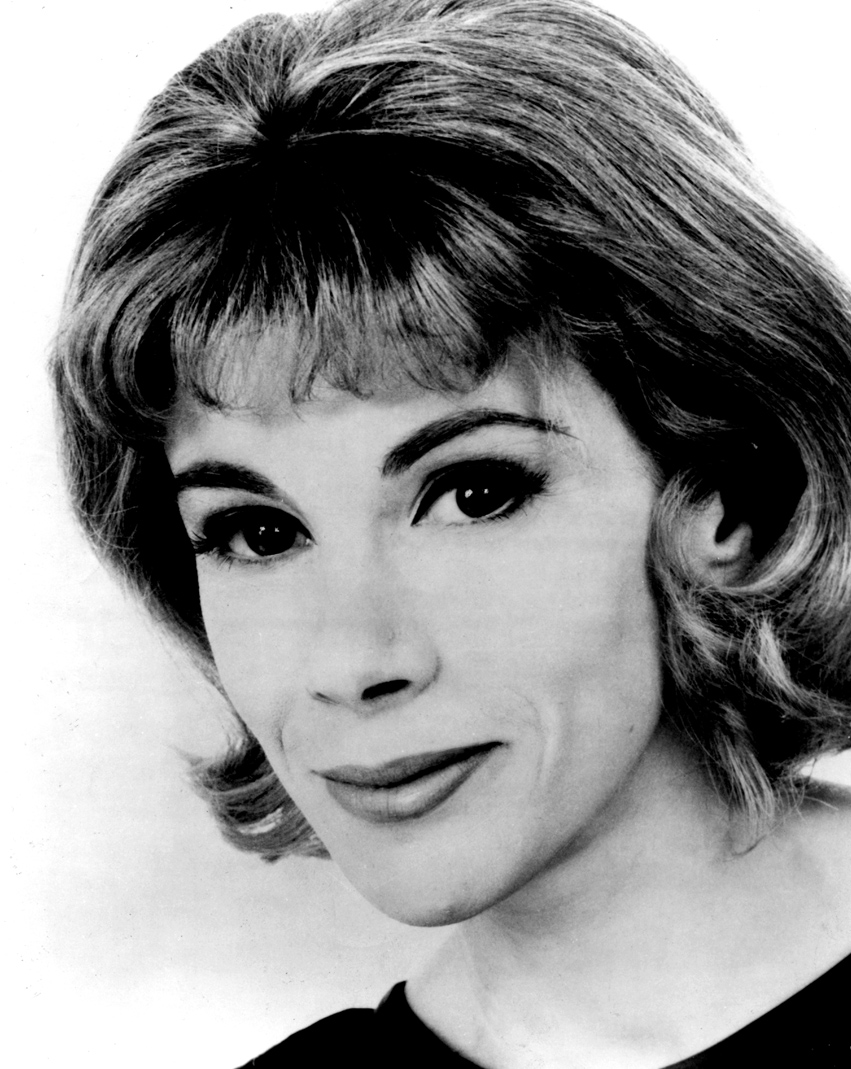
Imagen publicitaria de Joan Rivers, 1967.

### Éxito multitudinario

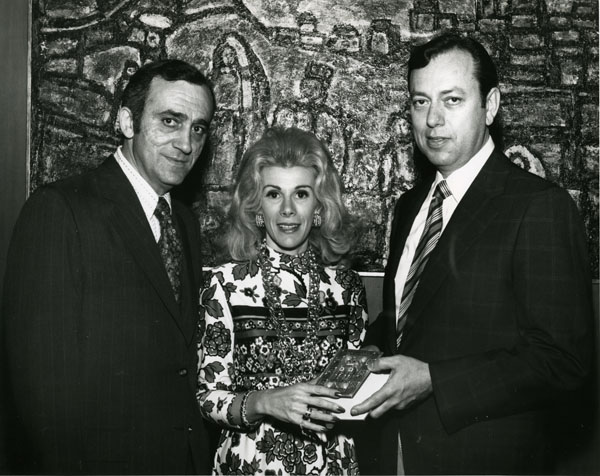
Joan Rivers en Nueva York en 1971.

Durante la década de 1970, Rivers continuó participando como invitada en numerosos programas de televisión. Apareció en tres episodios del ciclo de variedades The Carol Burnnet Show, el primero de los cuales, salió al aire el 2 de febrero de 1970. En 1973, interpretó a Joan Reynolds en el episodio «Lucy and Joan Rivers Do Jury Duty» de la comedia de situación Here's Lucy. En el mismo año intervino en un capítulo de la serie Needles and Pins titulado «The Wife You Save May Be Your Own». También fungió como guionista de la película hecha para televisión The Girl Most Likely to... y prestó su voz a The Adventures of Letterman, un segmento animado perteneciente al programa The Electric Company (1972-76). En 1978, escribió y dirigió la película Rabbit Test, protagonizada por Billy Crystal. No obstante, el filme recibió críticas mediocres y comercialmente no le fue bien. Por aquellas épocas, Rivers realizó el acto de apertura de los respectivos espectáculos que los cantantes Helen Reddy, Robert Goulet, Mac Davis y Sergio Franchi protagonizaron en Las Vegas Strip.
Entre 1983 y 1986, trabajó con una participación especial en Tonight Show, en múltiples oportunidades sustituyendo al presentador del ciclo; durante ese lapso temporal también publicó un álbum humorístico titulado What Becomes a Semi-Legend Most?, el cual llegó al puesto número 22 de la lista oficial estadounidense de los discos más vendidos (Billboard 200). En la ceremonia de los premios Grammy de 1984, Rivers fue nominada en la categoría de «Mejor álbum de humor», premio que finalmente no ganó.

### Problemas personales y profesionales
En 1986, la cadena Fox Network anunció que a mediados de ese año Rivers presentaría un programa nocturno de entrevistas titulado The Late Show Starring Joan Rivers. Este anuncio generó una gran polémica ya que el nuevo programa de la actriz se emitiría a la misma hora que el de su colega Johnny Carson (The Tonight Show), con quien había mantenido una longeva amistad. En su programa, Carson manifestó sentirse defraudado y traicionado por ella, a quien tildó de desagradecida. Por su parte, The Late Show Starring Joan Rivers resultó ser aún más angustioso para su presentadora, cuando le sugirió a los ejecutivos de Fox que ella y su esposo Edgar Rosenberg fueran los productores de la segunda temporada del ciclo y su petición le fue negada. Tres meses más tarde (el 15 de mayo de 1987), Rosenberg se suicidó en Filadelfia; su viuda culpó a los ejecutivos de Fox de haber sido la causa de la tragedia. La cadena intentó seguir con el programa titulándolo The Late Show y teniendo como anfitriones a una personalidad diferente cada semana.

### Carrera renovada

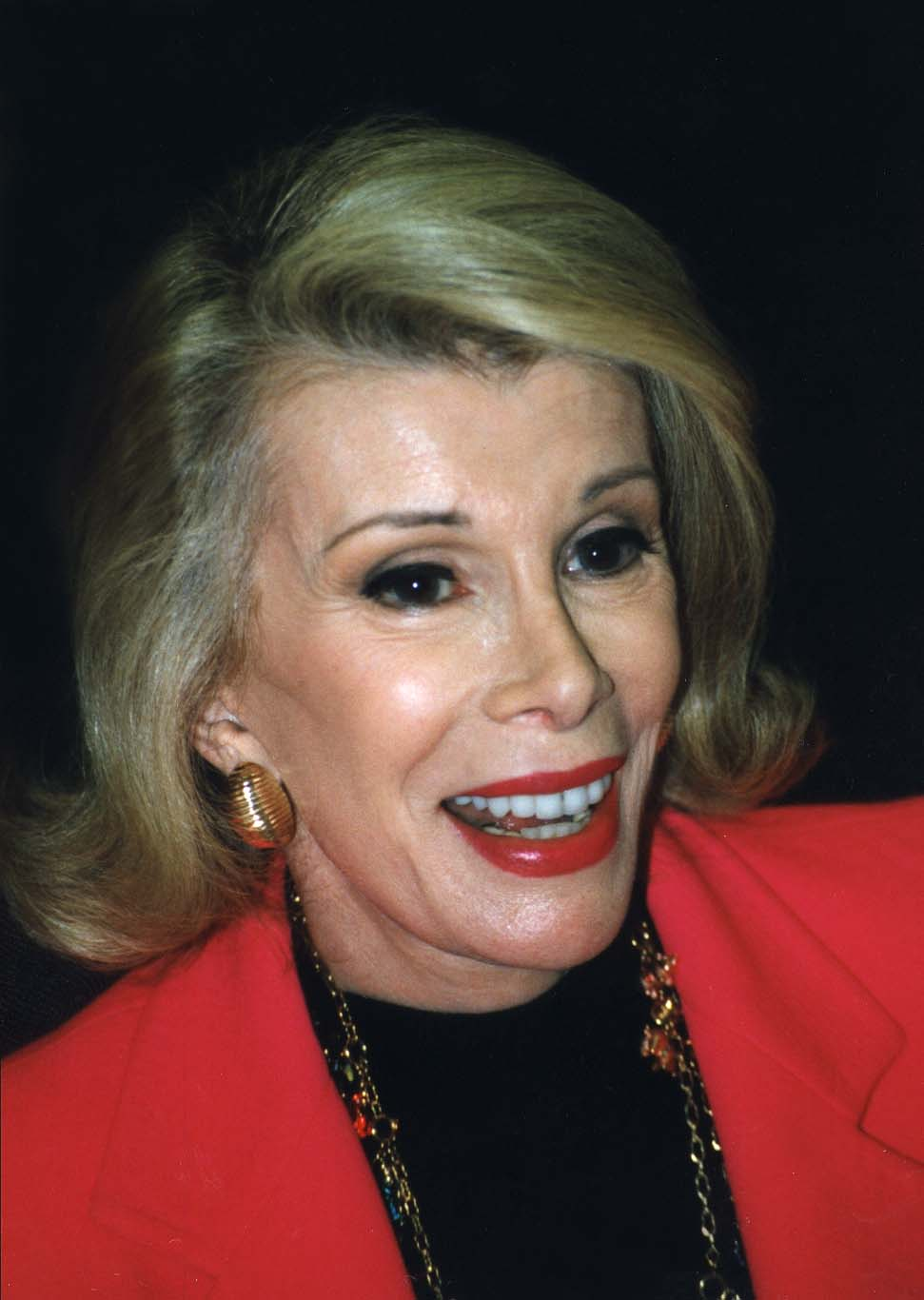
Joan Rivers en la década de 1990.

Hacia finales de la década de 1980, Rivers intentó resurgir su carrera televisiva. En septiembre de 1989, presentó un nuevo programa matutino de formato de entrevistas, llamadoThe Joan Rivers Show. Entre los programas de entrevistas que surgieron en esos años presentados por comediantes, el de Rivers incrementó de manera consistente su audiencia y recibió críticas positivas de diversas fuentes. Durante las cuatro temporadas en las que se mantuvo al aire, fue nominado para 22 premios Daytime Emmy, de los que ganó dos, incluido el de mejor presentadora de un talk show en 1991. El episodio final de The Joan Rivers Show se emitió el 31 de diciembre de 1993. Cabe añadirse que en 1989, Rivers recibió una estrella en el Paseo de la fama de Hollywood por su contribución a la industria televisiva.
Rivers protagonizó en Broadway en 1994, junto a Jonathan Brody, Ken Nagy y Valerie Wright, la obra Sally Marr...and her escorts, dirigida por Lonny Price en el teatro Helen Hayes. En la producción, interpretó a la humorista Sally Marr, madre del comediante Lenny Bruce. Por su actuación, The New York Times dijo que Rivers «no es una gran actriz, pero es exuberante, intrépida e inagotable.[...]Si admiras a los artistas por correr riesgos, entonces no puedes dejar de aplaudir su esfuerzo». Por otro lado, Jeremy Gerard, de Variety, también la elogió reportando que «desempeña su papel con una convicción y un humor entrañables». Su interpretación de Sally Marr la hizo acreedora de una nominación al premio Tony como mejor actriz principal de una obra, así como también de una candidatura al galardón Drama Desk. 
En 1997, acrecentó su popularidad con la telenovela de la cadena CBS Another World, que fue galardonada al igual que algunos integrantes del elenco como Douglass Watson. En 1999, fue dirigida por Aleta Chappelle en el largometraje Goosed, con la protagonización de Jennifer Tilly y guiones de Charbie Dahl. Paralelamente, desde los años noventa hasta principios del 2000, condujo consecutivamente una serie de programas especiales en los que cubría la llegada de las celebridades a las principales ceremonias de premios de Hollywood.
Finalizó la década de 1990 con la publicación de varios libros de autoayuda que resultaron ser un éxito de ventas, entre los que se encuentran Bouncing Back: I've Survived Everything ... and I Mean Everything ... and You Can Too! (1997) y Don’t Count the Candles: Just keep the Fire Lit! (1999), entre otros.
Tras esto, hizo algunas películas, incluyendo The Intern (2000) y Hip! Edgy! Quirky! (2002), con Phyllis Diller y un programas de televisión en la cadena BBC: Thea Joan Rivers Position, emitido desde 2004 a 2006.

### Carrera posterior

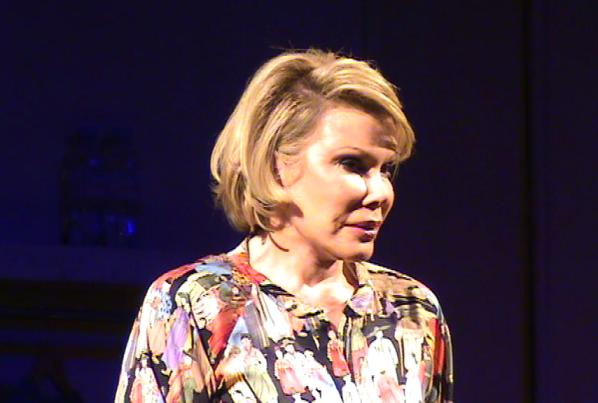
Rivers durante la realización de su obra teatral Joan Rivers: A Work In Progress By A Life In Progress en el Festival de Edimburgo, 2008.

Durante 2008 y 2009, Rivers se interpretó a sí misma en la obra de teatro Joan Rivers: A Work In Progress By A Life In Progress, bajo la dirección de Sean Foley, que relataba su vida y trayectoria. Al respecto, la comediante dijo: «Hay un guión y una estructura, pero aún así hay lugar para la improvisación». La obra, la cual había sido ampliamente alabada por la crítica en el Festival de Edimburgo, se presentó casi por cuatro meses en el West End. Rivers recibió críticas mixtas por su interpretación.
Tras finalizar su obra de teatro, reanudó su carrera televisiva. En 2009 se coronó ganadora de la octava temporada del reality show competitivo conducido por Donald Trump,  The Apprentice. Por otro lado, presentó el ciclo de entrevistas How'd You Get So Rich?, emitido por TV Land desde 2009 a 2010. El programa, producido y creado por Mark Burnett, mostraba la vida de los millonarios y cómo estos lograron tener tanto dinero. Su primer documental, Joan Rivers: A Piece of Work, fue lanzado a principios de 2010. El documental narró su obra de teatro y dejó entrever la vida personal de la comediante.
A partir de 2010, Rivers empezó a conducir el programa Fashion Police, transmitido en la cadena E! Entertainment Television, un programa en el que se criticaban los atuendos utilizados por famosos en eventos públicos como desfiles o ceremonias de premiación. En el mismo, ella estaba acompañada por la periodista Giuliana Rancic, Kelly Osbourne y el editor y consultor de moda George Kotsiopoulos. El programa se emitió por primera vez el 10 de septiembre de 2010 y tuvo una buena acogida por parte del público. Fashion Police desarrolló rápidamente un público fiel, obteniendo tanto el programa como Rivers críticas favorables. Sin embargo, la comediante fue criticada por algunos de sus dichos, como cuando hizo un chiste sobre el Holocausto. Ante las críticas se defendió diciendo: «Ésta es mi manera de recordar el Holocausto, lo hago a través del humor». Al mismo tiempo, protagonizó junto a su hija Melissa el programa de género reality show llamado Joan and Melissa: Joan Know Best? que se transmitió en WE tv desde 2011 a 2014, durante cuatro temporadas.

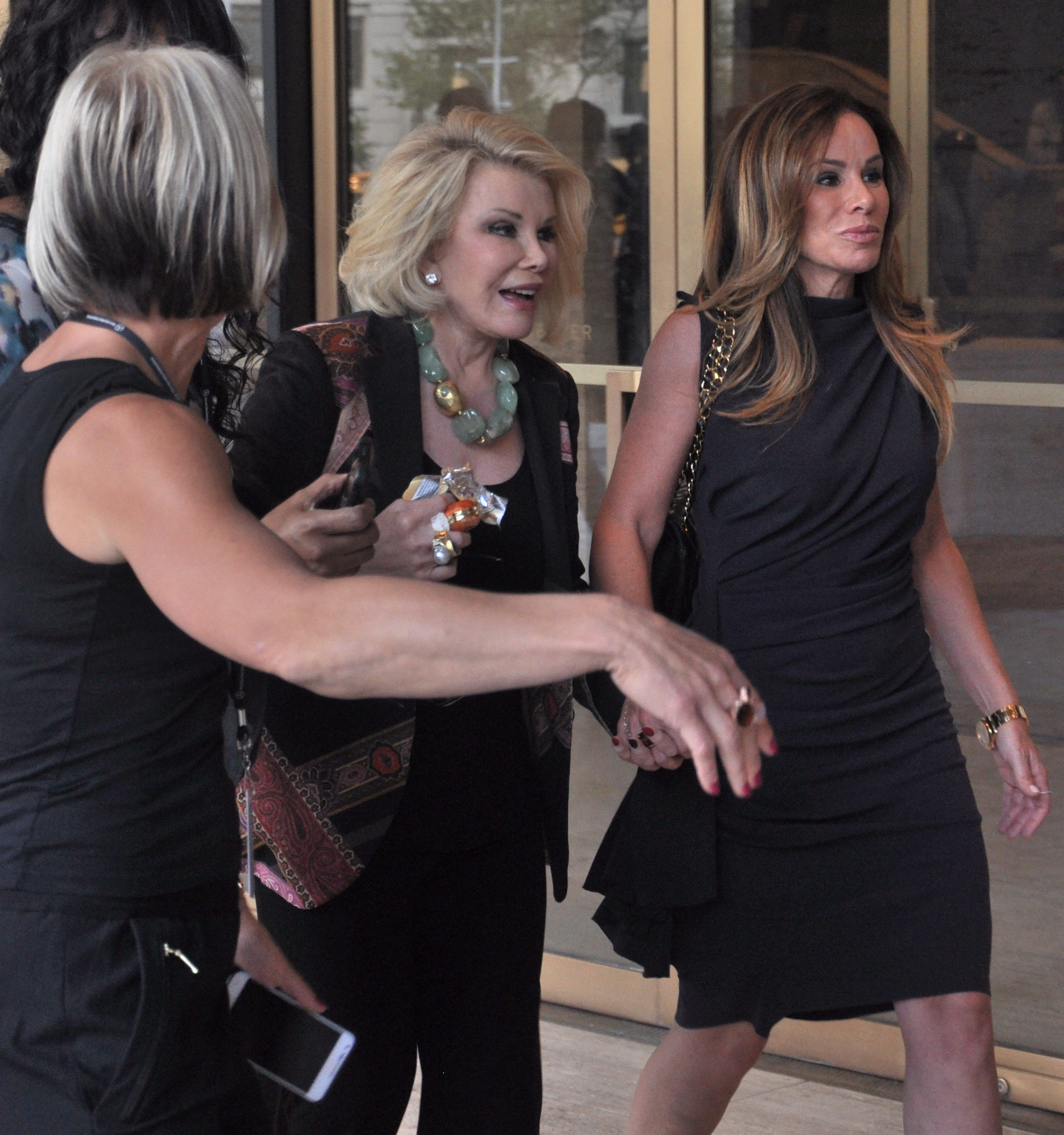
Rivers junto a su hija asistiendo a la Semana de la Moda de Nueva York en 2012.

Fuera de la televisión, apareció en varios pequeños papeles en el cine, incluyendo un rol no acreditado en el largometraje aclamado por la crítica Wall Street: Money Never Sleeps (2010) y prestando su voz al filme animado The Smurfs (2011). También pudo ser vista interpretándose a sí misma en la película protagonizada por Ben Stiller Tower Heist (2011), así como también en el filme de acción Iron Man 3 (2013), y brevemente en un papel secundario al final de la cinta Mostly Ghostly: Have You Met My Ghoulfriend? (2014). Cabe añadirse que durante este período continuó haciendo comedia en vivo y giras.
El 26 de agosto de 2014, Rivers grabó el que sería su último episodio al frente de Fashion Police, antes de su muerte.

## Muerte
El 4 de septiembre de 2014 falleció en el Hospital Monte Sinaí en Manhattan después de serias complicaciones —incluyendo paro cardíaco— que sucedieron tras una cirugía de garganta en una clínica en Yorkville en el Upper East Side de Manhattan.
Su funeral tuvo lugar el 7 de septiembre en el Temple Emanu-El en Manhattan. A la ceremonia privada asistieron numerosas figuras públicas, incluyendo a Whoopi Goldberg, Sarah Jessica Parker, Kathy Griffin, Donald Trump, Rosie O'Donnell, Barbara Walters, Kelly Osbourne, Diane Sawyer. Durante la ceremonia el actor Hugh Jackman cantó, la actriz de Broadway Audra McDonald interpretó,  y el anfitrión de televisión Howard Stern dio el panegírico." Su hija Melissa leyó una nota cómica a su madre como parte de su panegírico. Su hija esparció parte de las cenizas de Rivers en  Wyoming.
Tras su fallecimiento, el martes 9 de septiembre, los teatros de Broadway le rindieron tributo apagando la luz de sus marquesinas por un minuto.
El 17 de octubre se dio a conocer el resultado de la autopsia, apuntando como causa del fallecimiento la falta de oxígeno que sufrió durante el procedimiento.
El 26 de enero de 2015, Melissa Rivers presentó una demanda por negligencia contra la clínica y los médicos que operaron a su madre. La demanda se resolvió en mayo de 2016 por una cantidad no revelada, y los médicos aceptaron la responsabilidad por la muerte de Rivers.

## Vida personal
Estuvo casada en dos ocasiones: en primer lugar, y durante seis semanas, con el empresario James Sanger; y a partir de 1965 con el productor de televisión Edgar Rosenberg, quien se suicidó en 1987, con quien tuvo a su única hija, Melissa Warburg Rosenberg (conocida artísticamente como Melissa Rivers), que en la actualidad trabaja como productora y presentadora de programas televisivos. También tuvo un nieto: Edgar Cooper Endicott (n. 2000).

## Filmografía
- Once Upon a Coffee House (1965)
- The Swimmer (1968)
- Rabbit Test (1978) (también directora y guionista)
- Uncle Scam (1981)
- The Muppets Take Manhattan (1984)
- Les Patterson Saves the World (1987)
- Spaceballs (1987) (voz)
- Pee-Wee's Playhouse Christmas Special (1988)
- Look Who's Talking (1989) (voz)
- Public Enemy #2 (1993)
- Serial Mom (1994)
- Napoleon (1995) (voz)
- Goosed (1999)
- The Intern (2000)
- Whispers: An Elephant's Tale (2000) (voz)
- The Making and Meaning of 'We Are Family' (2002) (documental)
- Hip! Edgy! Quirky! (2002)
- Nip/Tuck (2004) (Serie de TV)
- Shrek 2 (2004) (voz)
- First Daughter (2004)
- The Last Guy on Earth (2007)
- Fashion Police (2010-2014)
- Joan & Melissa: Joan Knows Best (2011-2013)

## Libros como escritora
- Having a Baby Can Be a Scream. J.P. Tarcher. 1974. (Autoayuda/Humor)
- The Life and Hard Times of Heidi Abromowitz. Doubleday. 1984. ISBN 978-0385293594. (Humor)
- Enter Talking. Dell Publishing Co. 1986. ISBN 978-0440122449. (Autobiografía)
- Still Talking. Random House. 1991. ISBN 978-0394579917. (Autobiografía)
- Jewelry by Joan Rivers. Abbeville Press. 1995. ISBN 978-1558598089. (No-Ficción)
- Bouncing Back: I've Survived Everything ... and I Mean Everything ... and You Can Too!. HarperTorch. 1997. ISBN 978-0061096013.
- From Mother to Daughter: Thoughts and Advice on Life, Love and Marriage. Birch Lane Pr;. 1998. ISBN 978-1559724937. (Autoayuda)
- Don't Count the Candles: Just Keep the Fire Lit!. HarperCollins. 1999. ISBN 978-0060183837. (Autoayuda)
- Murder at the Academy Awards (R): A Red Carpet Murder Mystery. Pocket. 2009. ISBN 1416599371. (Ficción)
- Men Are Stupid...And They Like Big Boobs: A Woman's Guide to Beauty Through Plastic Surgery. 2009. ISBN 141659924X. (No-Ficción)
- I Hate Everyone...Starting with Me. Berkley Trade. 2012. ISBN 978-0425255896. (Humor)
- Diary of a Mad Diva. Berkley Publishing Group. 2014. ISBN 978-0425269022. (Humor)

## Premios y nominaciones
| Año  | Premio               | Categoría                              | Trabajo                      | Resultado |
| ---- | -------------------- | -------------------------------------- | ---------------------------- | --------- |
| 1990 | Premios Daytime Emmy | Mejor presentadora de un talk-show     | The Joan Rivers Show         | Nominada  |
| 1991 | Premios Daytime Emmy | Mejor presentadora de un talk-show     | The Joan Rivers Show         | Ganadora  |
| 1992 | Premios Daytime Emmy | Mejor presentadora de un talk-show     | The Joan Rivers Show         | Nominada  |
| 1992 | Premios Daytime Emmy | Clase destacada del mejor guion        | The Joan Rivers Show         | Nominada  |
| 1993 | Premios Daytime Emmy | Mejor presentadora de un talk-show     | The Joan Rivers Show         | Nominada  |
| 1993 | Premios Daytime Emmy | Clase desatada del mejor guion         | The Joan Rivers Show         | Nominada  |
| 1994 | Premios Tony         | Mejor actriz principal en una obra     | Sally Marr...and her escorts | Nominada  |
| 1994 | Premios Drama Desk   | Mejor actriz de una obra               | Sally Marr...and her escorts | Nominada  |
| 2009 | Premios Daytime Emmy | Mejor actuación en un programa animado | Arthur                       | Nominada  |